# Anablepsoides bahianus
Anablepsoides bahianus är en fiskart som beskrevs av Huber, 1990.  Arten ingår i släktet Anablepsoides, och familjen Rivulidae. Inga underarter finns listade i Catalogue of Life.